# Alexander Fleming
Sir Alexander Fleming (6. srpna 1881 farma Lochfield u Darvelu v hrabství Ayrshire ve Skotsku – 11. března 1955 Londýn) byl skotský lékař známý objevem baktericidních účinků lysozymu, ale hlavně získáním penicilinu z plísně Penicillium notatum. Za objev penicilinu získal Fleming v roce 1945 společně s Howardem Floreyem a Ernstem Chainem Nobelovu cenu za fyziologii a lékařství.

## Život

### Dětství
Alexander Fleming se narodil 6. srpna 1881 jako sedmé a předposlední dítě statkáře Hugha Fleminga a jeho druhé ženy Grace Mortonové na statku Lochfield Farm v hrabství Ayrshire ve Skotsku. Měl sedm sourozenců, z otcova prvního manželství sestru Jane, bratra Hugha (nejstarší syn Hugha Fleminga, takže měl převzít hospodářství), bratra Toma a sestru Mary, z otcova druhého manželství sestru Grace a bratra Johna a Roberta (jediný mladší sourozenec). Druhý nejstarší syn Tom odešel na univerzitu v Glasgow studovat medicínu.[zdroj?]
Od pěti let chodil Alec (jak mu říkali) do malotřídní školy. Vzhledem k velikosti školy (asi 15 žáků) se zde vyučovaly pouze absolutní základy. V osmi nebo deseti letech přešel Fleming a jeho sourozenci na školu v Darvelu, což bylo město vzdálené asi čtyři míle od jejich statku. Na této škole si zlomil nos, čímž získal pro něj typický zmáčknutý boxerský nos. Ve svých dvanácti letech (roku 1893) ukončil Fleming darvelskou školu. Po ukončení školy rodina rozhodla, že Fleming nepůjde pracovat na statek, ale že bude pokračovat ve studiích, proto téhož roku nastoupil akademii v Kilmarnocku v hrabství Ayrshire. Tam studoval přírodní vědy: anorganickou chemii, magnetismus a elektřinu, teplo, světlo a zvuk a fyziologii.[zdroj?]
Ve čtrnácti letech (1895) byl poslán za svými sourozenci do Londýna, kde navštěvoval obchodní větev Royal Polytechnic Institution na Regent Street. Zde se vyučovaly všechny předměty kromě řečtiny a latiny.

### Studia
Roku 1899 vypukla druhá búrská válka a Fleming spolu se svými bratry Johnem a Robertem vstoupili jako dobrovolníci do armády. Přihlásili se do pluku London Scottish, což byl pluk složený výhradně ze Skotů. Jelikož počet dobrovolníků značně překračoval potřeby expedičního sboru, většina jich do jižní Afriky neodjela. Patřili mezi ně i všichni tři Flemingové.
Ve dvaceti letech (1901) zdědil Fleming po svém strýci 250 liber, které se na radu staršího bratra Toma rozhodl investovat do studia medicíny. V Londýně byl v tu dobu zvláštní systém lékařských fakult, kdy každá nemocnice měla vlastní fakultu a z ní přebírala doktory. Fakulty si ponechaly právo přijímat studenty i bez středoškolského vysvědčení, takový student po ukončení studia dostal zvláštní diplom – conjoint, který povoloval provozování všeobecné lékařské praxe, ale už neumožňoval přístup k vyšším univerzitním hodnostem.
Fleming však neměl ani imatrikulační diplom požadovaný univerzitou, a tak chodil na soukromé hodiny. Roku 1902 složil imatrikulační zkoušku a přihlásil se na lékařskou fakultu při nemocnici Saint Mary. Fleming byl vynikající student a několikrát byl dokonce premiantem ročníku. Ke konci studia úspěšně složil chirurgickou zkoušku, ale chirurgem se nikdy nestal, protože se začal věnovat bakteriologii. Závěrečné lékařské zkoušky Fleming složil v roce 1908 jako nejlepší z ročníku, za což dostal zlatou medaili londýnské univerzity.

### První výzkum
K bakteriologii ho přivedla náhoda, vybral si ho totiž profesor John Freeman. Nevybral si ho však kvůli tomu, že by se domníval, že bude dobrý bakteriolog, ale protože uměl střílet a Freeman chtěl založit střelecký klub. Freeman provozoval spolu s Almrothem Wrightem na fakultě laboratoř, do které roku 1906 nastoupil i Fleming, aby v ní zůstal až do své smrti. V době Flemingova příchodu se laboratoř potýkala s existenčními potížemi, ale jelikož se jí podařilo najít metodu stanovení tuberkulózy v předstihu před jejími příznaky, byla v roce 1907 rozšířena. Téhož roku se jí podařilo získat pravidelný příjem za prodej očkovacích látek, sér, antitoxinů a opsoninů.
Roku 1908 složil Fleming závěrečné lékařské zkoušky a hned téhož roku začal také publikovat. Napsal pojednání O akutních bakteriálních onemocněních, zde psal o chorobách a jejich způsobu léčení a o dalších výsledcích výzkumu laboratoře, ve které působil. V tomto roce se Fleming rozhodl udělat na sobě pokus. V tuto dobu zdaleka ne všichni souhlasili s Wrightovou očkovací teorií ohledně endokarditidy a poukazovali na některé nejasnosti, které vznikaly. Fleming vyslovil teorii, že účinnost je v tomto případě otázkou způsobu aplikace, což na sobě i experimentálně potvrdil.
V průběhu několika dalších let se stal respektovaným lékařem v Saint Mary. Mimo nemocnici ještě ordinoval u doktora Freemana, který tuto praxi již nestíhal.

### První světová válka
Na začátku roku 1914 opustil pluk London Scottish, protože vojenský výcvik nešel časově sloučit s jeho prací v laboratoři a ordinaci. Do první světové války zasáhl jako lékař. Wright byl jmenován plukovníkem a poslán do Francie, aby tam zřídil laboratoř a výzkumné středisko, kromě Freemana si vzal několik dalších lidí, mezi nimiž byl i Fleming, který k tomuto účelu dostal hodnost nadporučíka.
Fleming objevil, že raněným vojákům je nutno odebrat tkáně, které jsou velmi poškozeny, aby mohli odolat infekci. Wright zde dokázal, že ke zničení mikrobů je nutno do rány zavést hypertonický roztok soli a tím přinutit tělo k velkému odtoku lymfy, ve které jsou leukocyty, které infekci zničí. Tato laboratoř také objevila, že antiseptické prostředky používané na sterilizaci chirurgických nástrojů jsou neúčinné, protože bakteriím neškodí a v některých případech jim i napomáhají. Tyto poznatky se zpravidla prosadily až koncem války nebo po ní, ale i tak napomohly rozvoji chirurgie.
Během války se Fleming zamiloval a oženil se zdravotní sestrou Sarah Marion McElroyovou.

### Objev lysozymu

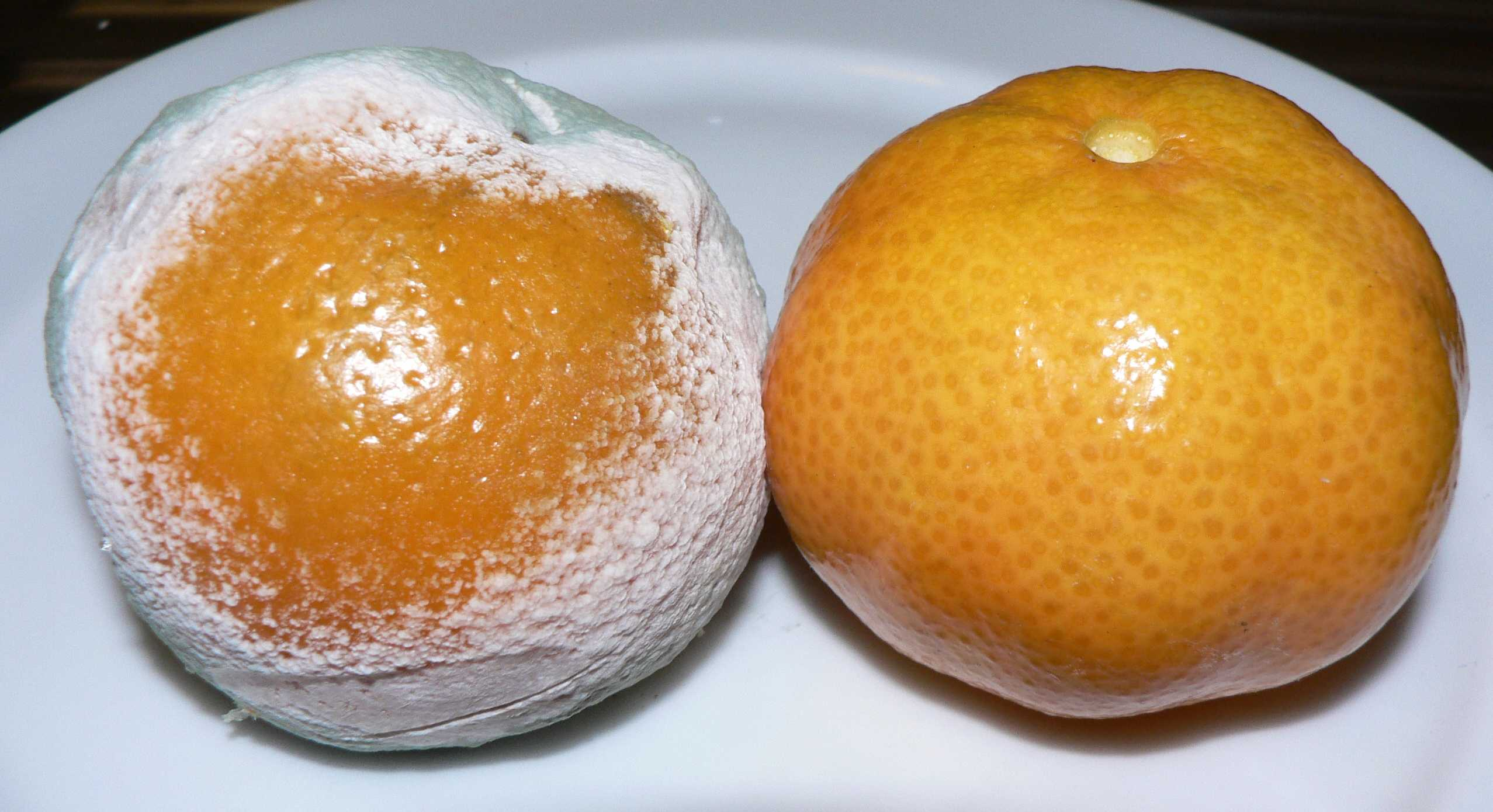
Penicillium na pomeranči

Po první světové válce se Fleming vrátil do laboratoře při nemocnici Saint Mary. V roce 1922 učinil Fleming objev s lysozymem, který ve své době neměl příliš velký význam, ale o třicet let později se k němu věda vrátila. Fleming, při rýmě totiž umístil vlastní hlen do Petriho misky s koloniemi mikroorganismů a zjistil, že uhynuly. Pokus později úspěšně opakoval se slzou, proto podrobil slzy zkoumání. Zjistil látku, která tyto organismy hubí, a pojmenoval ji lysozym. Při dalším výzkumu zjistil, že se lysozym vyskytuje téměř ve všech částech těla.
Lysozym nezabíjí všechny mikroby, působí jen na neškodné organismy. Fleming si uvědomil, že tak vlastně lysozym určuje, který mikroorganismus je patogenní a který je neškodný. Většinu bakterií zabíjel pouze lysozym obsažený ve vaječném bílku. Protože v tu dobu nešel lysozym z vaječného bílku oddělit, pokusil se dát infikovanému králíkovi ředěný bílek nitrožilně. Tyto pokusy byly úspěšné, práce s bílkem však v tu dobu byla natolik problematická, že od dalších pokusů bylo upuštěno.

### Penicilín

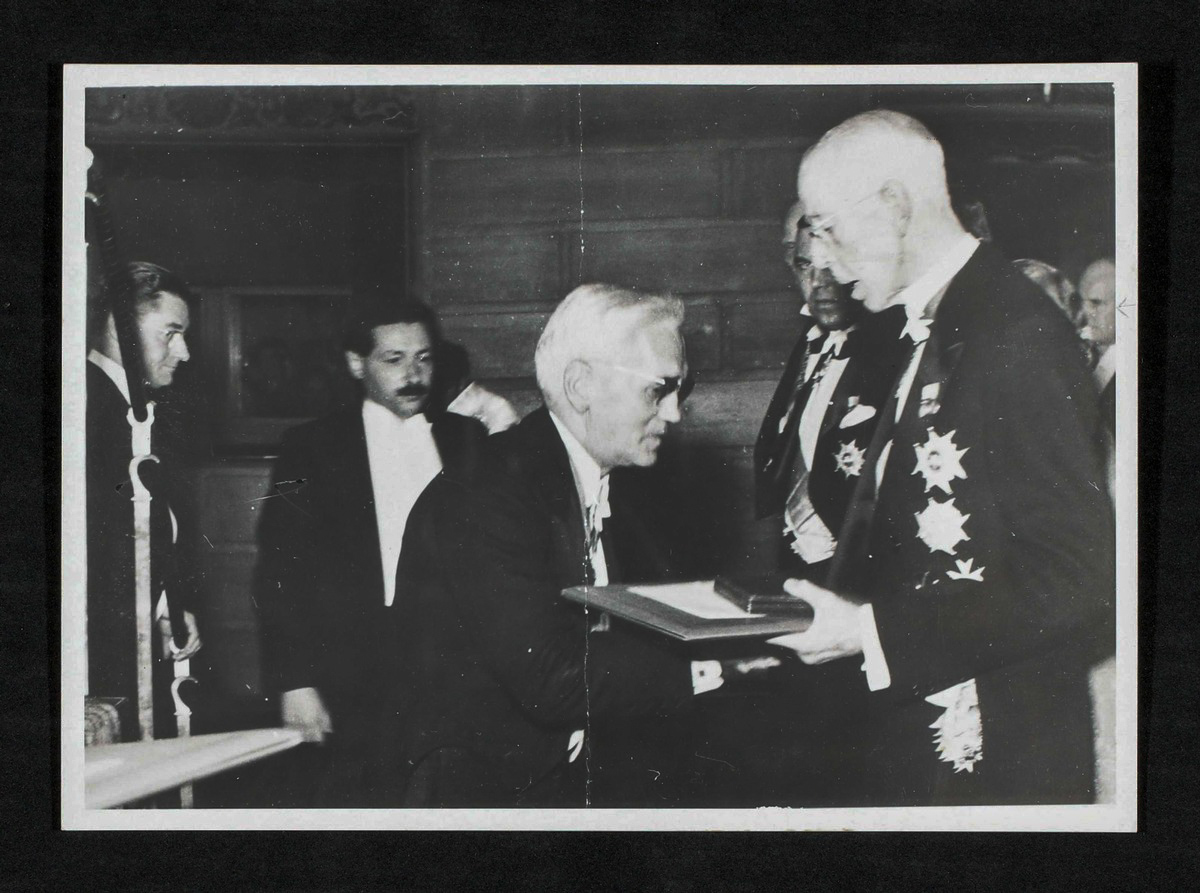
Alexander Fleming (uprostřed) přebírá roku 1945 Nobelovu cenu od švédského krále Gustava V. (vpravo)

V roce 1928 Fleming objevil penicilin. K tomuto objevu došlo zčásti náhodou, Fleming totiž náhodou našel na staré Petriho misce plíseň usazenou na agaru. Tato plíseň vylučovala látku, která hubila mikroby kolem. Jeho přítel slavný americký mykolog Charles Thom určil tuto plíseň jako Penicillium notatum. Tuto plíseň podrobil zkoumání a zjistil, že hubí většinu mikrobů, které při zkoumání použil, kromě mikrobu způsobujícího tyfus[nepřesný odkaz]. Tento jev byl znám jako antibiosa, ale nikomu se ho nepovedlo laboratorně provést s takovým úspěchem.
Aby plíseň mohli zkoumat a hlavně získat z ní látku hubící bakterie, potřebovali ji množit. A tak začali všichni v laboratoři pěstovat penicillium v masovém vývaru při 37 stupních Celsia. Na radu jednoho mykologa později upravili teplotu na 20 stupňů. A tento biom opravdu fungoval, zabíjel bakterie a neškodil fagocytům. Takto získávaná látka zabíjela všechny bakterie i při zředění 1:600, ale velice rychle (v řádu hodin, maximálně dní) ztrácela své schopnosti. Dalším problémem bylo, že potřebovali penicilin izolovat čistý, protože vývar nešlo používat v normální lékařské praxi. Izolovat čistý penicilin se nepodařilo, a když Fleming přednesl tento objev svým mimolaboratorním kolegům, nikdo se o něj nezajímal. O jeho práci se však začali zajímat bakteriologové Harold Raistrick a Percival Walter Clutterbuck, kteří měli i znalosti z chemie, přesto se ani jim nepodařilo penicilin izolovat.
To dokázal teprve v květnu 1940 oxfordský chemik Ernst Chain a biochemik Howard Florey. Brzy byl penicilin úspěšně otestován na laboratorních zvířatech. V únoru roku 1941 byl lék poprvé podán člověku, který umíral na septikemii. Po podání penicilínu bylo jasné, že dochází k zotavování, jeho nedostatečné zásoby však neumožnily pacienta vyléčit. Poté byla nashromážděna zásoba léku a byl proveden další pokus na třech lidech, z nichž dva se podařilo vyléčit a třetí zemřel na jiné komplikace.
Nastala otázka, kdo bude vyrábět nový lék. Britská vláda si v průběhu války nemohla dovolit sponzorovat výrobu nového léku a soukromé továrny odmítaly výrobu penicilinu kvůli malým výnosům. Florey s jedním kolegou odjel do USA, kde se měli pokusit zajistit jeho výrobu. V mykologickém ústavu v Peorii se povedlo zvětšit produkci pomocí kukuřičného výluhu. Potom zde sledovali, jestli i jiné plísně produkují penicilin, ale neúspěšně. Objevili pouze jeden plesnivý meloun, jehož plíseň penicilin produkovala a z nějž vznikly všechny plísňové kultury, ze kterých se i dnes penicilin vyrábí. Florey se z USA vracel se zárukou výroby deseti tisíc litrů penicilinu.
V tomto období již bylo penicilinem vyléčeno větší množství lidí, nakonec článek v New York Times přinesl první informace o novém léku. Následná medializace a Flemingovy známosti zařídily, že v září 1942 se největší farmaceutické firmy začaly zabývat výrobou penicilinu. V roce 1943 se již ve velkém množství dodával do armády na léčení raněných. Za objev penicilinu dostal Fleming celou řadu cen, dne 25. října 1945 získal, společně s Floreyem a Chainem, Nobelovu cenu za medicínu.
Alexander Fleming zemřel doma dne 11. března 1955 a byl pohřben v katedrále svatého Pavla v Londýně.